# Hansi Knoteck
Hansi Knoteck, född 2 mars 1914 i Wien, Österrike-Ungern, död 23 februari 2014 i Eggstätt, Bayern, Tyskland, var en österrikisk skådespelare. Under åren 1934 till 1974 medverkade hon i lite fler än 30 filmer. Hon var gift med skådespelaren Viktor Staal.

## Filmografi
- 1935 – Das Mädchen vom Moorhof
- 1937 – Den falske Sherlock Holmes
- 1944 – Das war mein Leben
- 1952 – I livets väntrum